# Szárazréti autóbusz-baleset
A szárazréti autóbusz-baleset a magyar közlekedéstörténet egyik legismertebb balesete, mely 1982. szeptember 9-én, csütörtöki napon 11 óra 55 perckor történt Székesfehérvár Szárazrét városrészében, a MÁV 5-ös számú Székesfehérvár–Komárom-vasútvonalának Farkasvermi úti útátjárójában, ahol egy Prágából Zágrábon át Splitbe közlekedő nemzetközi gyorsvonat és egy elé hajtó csuklós autóbusz ütközött össze.
Az eset idején a MÁV M40-004 pályaszámú mozdonnyal továbbított 2 kocsis, 2237. számú nemzetközi gyorsvonat 98 km/órával közlekedve közeledett a szintbeli közúti kereszteződéshez. Ugyanakkor ért oda a 14. számú Volán székesfehérvári üzemegységéhez tartozó, BV 59-42 rendszámú Ikarus 280 típusú autóbusz, mely aznap a 37-es viszonylatszámú helyi járatot szolgálta ki. A busz utasai nagy számban gyermekek voltak, akik a szárazréti Vörösmarty Mihály Általános Iskolából tartottak hazafelé a járművel. A vonat belerohant az elé hajtó autóbuszba; az ütközésben a mintegy 25 utas közül összesen 16 fő vesztette életét és 6 fő szenvedett súlyos, vagy könnyebb sérüléseket.
Az utólagos megállapítások szerint a baleset oka részben az volt, hogy a történtek idején az útátjáróban nem működött a fénysorompó; a döntő tényező azonban az volt, hogy a sofőr, az 57 éves Nyakas József megfelelő körültekintés nélkül próbált meg áthajtani a vasúti átjárón.
A baleset után oktatófilm készült, hogy széles körű társadalmi összefogásra ösztönözze a lakosságot a szárazrétihez hasonló tragédiák elkerülése érdekében.

## A baleset előzményei
A balesetben érintett vonat a Székesfehérvár–Komárom-vasútvonalon közlekedett a MÁV M40-004 pályaszámú mozdonnyal továbbított nemzetközi gyorsvonatként.
A balesetben érintett csuklós autóbusz a városközponttól kifelé tartva, Szárazrétig kevés utassal, majdnem üresen közlekedett, utasainak nagy részét – köztük tanítás után hazafelé tartó gyerekeket – a szárazréti Vörösmarty Mihály Általános Iskola előtti megállóban vette fel. A gyerekek nagy része a busz hátsó részében ült le, ami később katasztrofális következményekkel járt.

## A baleset
A busz előtt egy személyautó haladt, melynek vezetője – észlelve, hogy az átjárót biztosítani hivatott fénysorompó nem működik, nem ad fényjelzést – megállt a jobb kéz felé rosszul belátható átjáró előtt, majd áthaladt rajta. (Az a vizsgálat során nem derült ki, hogy a gépkocsivezető vajon nem látta a közeledő vonatot, vagy látta ugyan, de még elegendően biztonságosnak ítélte az előtte való áthaladást.) Miután ez a jármű akadálytalanul átjutott, ezt látva az 57 éves buszvezető is épp csak megállt, majd behajtott az átjáróba. Eközben vette csak észre a jobbról közeledő gyorsvonatot, de azt gondolván, hogy ő is átér járművével a vonat előtt, megkísérelte az áthajtást.
A közeledő gyorsvonat mozdonyszemélyzete az átjárótól nagyjából 100 méterrel – más adat szerint 15 méterrel – vette észre az autóbuszt. A mozdonyvezető azonnal gyorsfékezést alkalmazott, de a balesetet már nem tudta elkerülni, a vonat 80 km/óra körüli sebességgel elgázolta az autóbuszt. Az ütközés során a mozdony a buszt a "B" tengelye közelében találta el, és középtájon, a csukló előtti részen kettészakította a járművet. Az utánfutó részt az ütközés ereje a töltés melletti füves részre repítette, a gépes részt pedig a vasúti szerelvény közel 300 méteren keresztül tolta maga előtt.
A segítségnyújtás gyorsan megkezdődött, mert az ütközés hangjaira a környező házakból sokan az utcára szaladtak, sőt épp a közelben tartózkodtak egy balesetvédelmi továbbképző oktatás volános és rendőrségi beosztású résztvevői is. Ennek ellenére a busz utasai közül 8 felnőtt, 7 kisdiák (akik közül hatan osztálytársak voltak) és egy, az édesanyjával utazó csecsemő a helyszínen életét vesztette; 1 fő életveszélyes, 1 fő súlyos, további 4 pedig könnyebb sérüléseket szenvedett. A vonaton utazók közül senki sem sérült meg.
Szomorú érdekessége volt a szerencsétlenségnek, hogy a baleset helyszínéhez érkező egyik rendőr a halálos áldozatok között megtalálta saját gyermekét is.

## A balesetvizsgálat és a baleset büntetőjogi következményei
A rendőrség és a MÁV által közösen lebonyolított balesetvizsgálat a történtekért együttesen az autóbusz vezetőjét tette felelőssé, akiről azt állapították meg, hogy a figyelési kötelezettségét elmulasztva hajtott át a vonat előtt. 
A lefolytatott balesetvizsgálati eljárásban felvetődött a mozdonyszemélyzet esetleges felelőssége is a balesettel kapcsolatosan, de ezt elvetették, mivel sem ők, sem Székesfehérvár állomás forgalmi irodájának dolgozói nem tudtak arról, hogy az átjárót biztosító fényjelző berendezés hibás. 
Az autóbuszt vezető Nyakas Józsefet a székesfehérvári megyei bíróság 1982. december 16-án 6 év fogházban letöltendő szabadságvesztésre, és járművezetéstől való örökös eltiltásra ítélte, gondatlanságból elkövetett halálos közúti tömegszerencsétlenség okozásának vétsége miatt. A súlyosan rongálódott buszt a Volán selejtezte, a mozdonyt viszont a MÁV kijavította, az utána még 16 éven át üzemelt, az 1998-as selejtezéséig.

## A baleset utóhatásai, emlékezete
Az 1959-ben készült Sorompó című oktatófilm, 1980-ban színes technikával újraforgatott, Vigyázat! Sorompó! című változata után, e balesetet követően a Közlekedési Dokumentációs Vállalat egy újabb oktatófilmet készített, Vigyázat! Vasúti átjáró! címmel, amiben, annak 11. percétől láthatóak a szárazréti tragédia helyszínén készült filmfelvételek is.
A szerencsétlenségre a helyszínen ma egy emlékkő emlékezteti az arra járókat. 

## A baleset áldozatai
- Bognár János, élt 12 évet
- Czupár Mihály, élt 11 évet
- Gerván Józsefné, élt 29 évet
- Györkös József, élt 42 évet
- Huszár Ágnes Bernadett, élt 8 évet
- Kállai Miklósné, élt 49 évet
- Kétyi Józsefné, élt 29 évet
- Nagy Ferenc, élt 10 évet
- Pálmai Gyula, élt 39 évet
- Soós Elemérné, élt 21 évet
- Soós Gabriella, élt 9 hónapot
- Szabó Józsefné, élt 44 évet
- Szigeti László, élt 10 évet
- Szilágyi Dénes, élt 10 évet
- Kovács Józsefné, élt 49 évet
- Viniczai Attila, élt 10 évet